# Tiapryd
Tiapryd – organiczny związek chemiczny, pochodna benzamidu, stosowany jako lek przeciwpsychotyczny atypowy (II generacji) z grupy neuroleptyków.

## Mechanizm działania
Tiapryd jest wybiórczy antagonistą receptorów dopaminergicznych D2 i D3.

## Farmakokinetyka i metabolizm
Biodostępność leku wynosi około 75% przy podaniu doustnym lub domięśniowym. Lek wydalany jest w postaci niezmienionej przez nerki.

## Wskazania
Tiapryd znajduje zastosowanie w leczeniu stanów pobudzenia u osób starszych, alkoholowego zespołu abstynencyjnego z majaczeniem lub bez, w pląsawicy Huntingtona, a także w neurologicznej chorobie tikowej zwanej zespołem Tourette'a. W Polsce ma rejestrację we wszystkich tych wskazaniach.

## Preparaty
- Tiaprid PMCS
- Tiapridal